# 2014 SQ403
2014 SQ403 est un objet transneptunien en résonance 1:10 avec Neptune avec un diamètre estimé à environ 197 km.